# Philippe Hurepel de Clermont
Pour les articles homonymes, voir Philippe de France.
Titres
Comte de Boulogne, d'Aumale et de Dammartin
1214 – 1234
Comte de Clermont-en-Beauvaisis
1218 – 1234
Philippe, dit « Hurepel » ou le « Hérissé », ou le « Rude », né en septembre 1200[réf. nécessaire] et mort en 1234, est le fils de Philippe II Auguste, roi de France, et d'Agnès de Méranie. Il est comte de Clermont et comte de Boulogne, d'Aumale et de Dammartin par son mariage.

## Biographie
Philippe est né, en juillet 1200, de l'union de son père avec Agnès de Méranie qui était considérée illégitime par la papauté en raison du précédent mariage de Philippe avec Ingeburge de Danemark. Malgré la légitimation prononcée par Innocent III en novembre 1201, le statut princier de Philippe Hurepel reste incertain. Il a deux demi-frères, le roi Louis VIII et Pierre Charlot, une sœur, Marie de France et un frère qui ne survit pas à la petite enfance. Le surnom de Hurepel, qui veut dire « cheveux hérissés » a été utilisé dès le vivant du comte de Clermont, pour le distinguer de son père, mais aussi de ses neveux, des fils de son demi-frère Louis VIII. Il est présent à l'inhumation de sa mère à l'abbaye Saint-Corentin-lès-Mantes, en juillet 1201.
En 1216, son père lui fait épouser Mathilde de Dammartin (v.1202-1259), comtesse de Boulogne et de Dammartin, fille de Renaud de Dammartin et d'Ide de Lorraine. De cette union naissent :
- Jeanne de Clermont (1219-1252), mariée à Gaucher de Châtillon (mort en 1250), comte de Nevers, mais ils n'eurent pas de postérité ;
- Albéric (1222-ap.1284), comte de Clermont, qui abandonnera toutes ses possessions à sa sœur pour s'installer en Angleterre.

Avec Carlaine ou Charlaine de Parfouru il eut :
- Charles II de Parfouru, né en 1224 à Parfouru-sur-Odon, mort en 1269.

En 1218, son père lui donne en apanage le comté de Clermont. En tant que comte de Boulogne, il décida d'intégrer la Basse-Ville au reste du bourg et surtout fortifia la Haute-Ville en faisant notamment reconstruire les remparts sur les bases des vestiges gallo-romains. En outre il ordonna la construction d'un château, le château de Boulogne-sur-Mer, donnant ainsi à la Haute-Ville son aspect actuel.
En 1226, il accompagne son demi-frère Louis VIII « le Lion » à la croisade des Albigeois. La même année, il assiste au sacre de son fils, Louis IX, à Reims, et y porte l'épée royale, alors que peu de grands dignitaires du royaume sont présents. En 1229, il fait partie des barons mécontents de la régence de Blanche de Castille et prend part à la révolte -par la suite, il semble en avoir été  pardonné -puis il ordonne la construction des châteaux de Calais, Hardelot, Étaples et Hucqueliers, ainsi que la nef de l’église Notre-Dame de Calais[réf. nécessaire].
Selon certaines sources, après avoir accidentellement tué le comte Florent IV de Hollande lors d'une joute au cours d'un  tournoi organisé à Corbie en juillet 1234, il est à son tour tué par le comte Thierry V de Clèves. 
Après la mort de sa fille, le comté de Clermont revient à la Couronne. Sa veuve se remarie avec Alphonse III de Portugal, puis le comté de Boulogne passe à ses cousins, les comtes d'Auvergne.

## Armoiries
| Blason | Blasonnement : D'azur semé de fleurs de lys d'or au lambel à cinq pendants de gueules. Commentaires : Armoiries de Philippe Hurepel, Comte de Clermont, de Boulogne et de Dammartin. C'est le premier prince capétien à briser l'écu aux fleurs de lys. |